# Laussel
Koordinaten: 44° 56′ 50″ N, 1° 6′ 25″ O
Laussel ist eine jungpaläolithische Fundstätte der französischen Gemeinde Marquay im Département Dordogne. Sie ist insbesondere durch die Entdeckung der Venus von Laussel bekannt geworden und gehört zum Umkreis der Frankokantabrischen Höhlenkunst.

## Lage

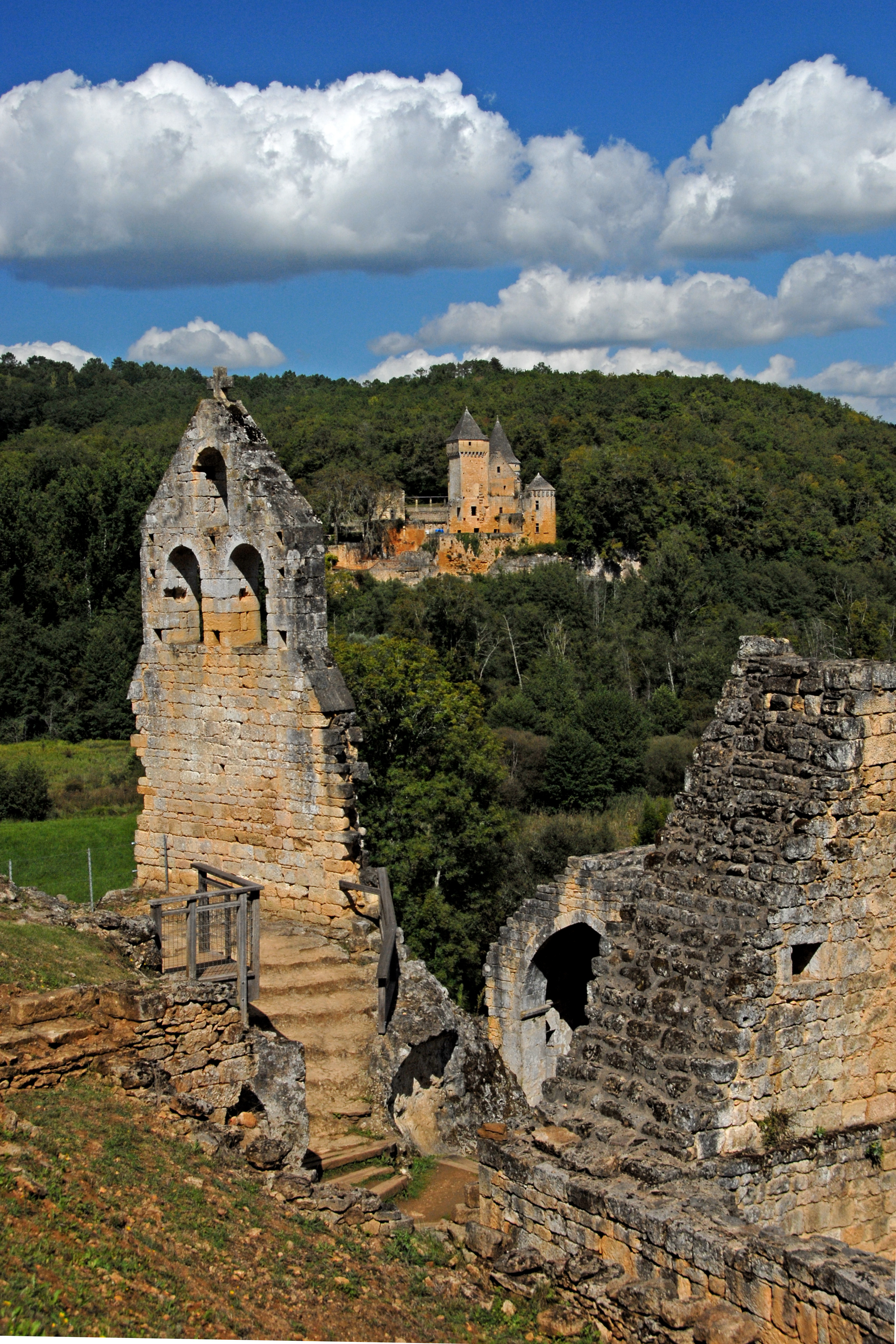
Schloss Laussel, vom Château de Commarque aus gesehen. Die Abris befinden sich unmittelbar rechts des Schlosses

Die Fundstätte Laussel, benannt nach dem gleichnamigen Schloss von Laussel aus dem 15. und 16. Jahrhundert, liegt an der rechten Flussseite der Grande Beune, einem linken Nebenfluss der Vézère, etwa 200 Meter oberhalb des Schlosses und 2 Kilometer westlich von Marquay. Sie besteht aus drei Abris, dem etwa 100 Meter langen  und 10 Meter hohen Grand Abri, einem kleineren Abri talaufwärts und dem Abri du Four flussabwärts. Die Abris sind direkt unterhalb der D 48 gelegen.

## Geschichte
Die drei Abris, insbesondere der Grand Abri, wurden zum ersten Mal im Jahr 1896 von Rivière erkundet. Der Arzt G. Lalanne, ein Liebhaber der Archäologie, ließ dann zwischen 1908 und 1914 Grabungen ausführen. Im Fortgang der Arbeiten wurden zwischen 1911 und 1912 fünf Reliefe in den Schichten des Solutréen entdeckt, darunter die berühmte Venus von Laussel, auch als Vénus à la corne bekannt.
Dieses als Relief ausgeführte Kunstwerk  befand sich auf einem mehrere Kubikmeter großen Felsblock, der aus dem Dach des Abris herausgebrochen war. Die anderen Reliefarbeiten wurden in 40 bis 50 Zentimeter großen, transportierbaren Kalksteinplatten ausgeführt, die  seltsamerweise alle in unmittelbarer Nähe des Steinblocks mit der Venus aufgefunden wurden. Dieser Ort wurde folglich als eine Art Cella, d. h. als ein primitives Heiligtum, interpretiert.

## Stratigraphie  und Alter
Die etwa 5 Meter mächtige Sedimentfüllung im Grand Abri, der sich im Kalkstein des Coniaciums gebildet hat, ist eine der bedeutendsten Sedimentfolgen des Mittelpaläolithikums und des Jungpaläolithikums. Ihre 11 Lagen reichen vom frühen Moustérien bis ins Solutréen, d. h. die Abfolge überdeckt den Zeitraum 100.000 bis 17.000 Jahre BP. Dazwischen befinden sich Typisches Moustérien (um 70.000 Jahre BP), Châtelperronien (um 35.000 Jahre BP) bzw. Unteres Périgordien, Aurignacien (um 30.000 Jahre BP), Gravettien, Oberes Périgordien und zwei Lagen Solutréen (Älteres und rezentes Solutréen, 25.000 bis 17.000 Jahre BP).

## Funde

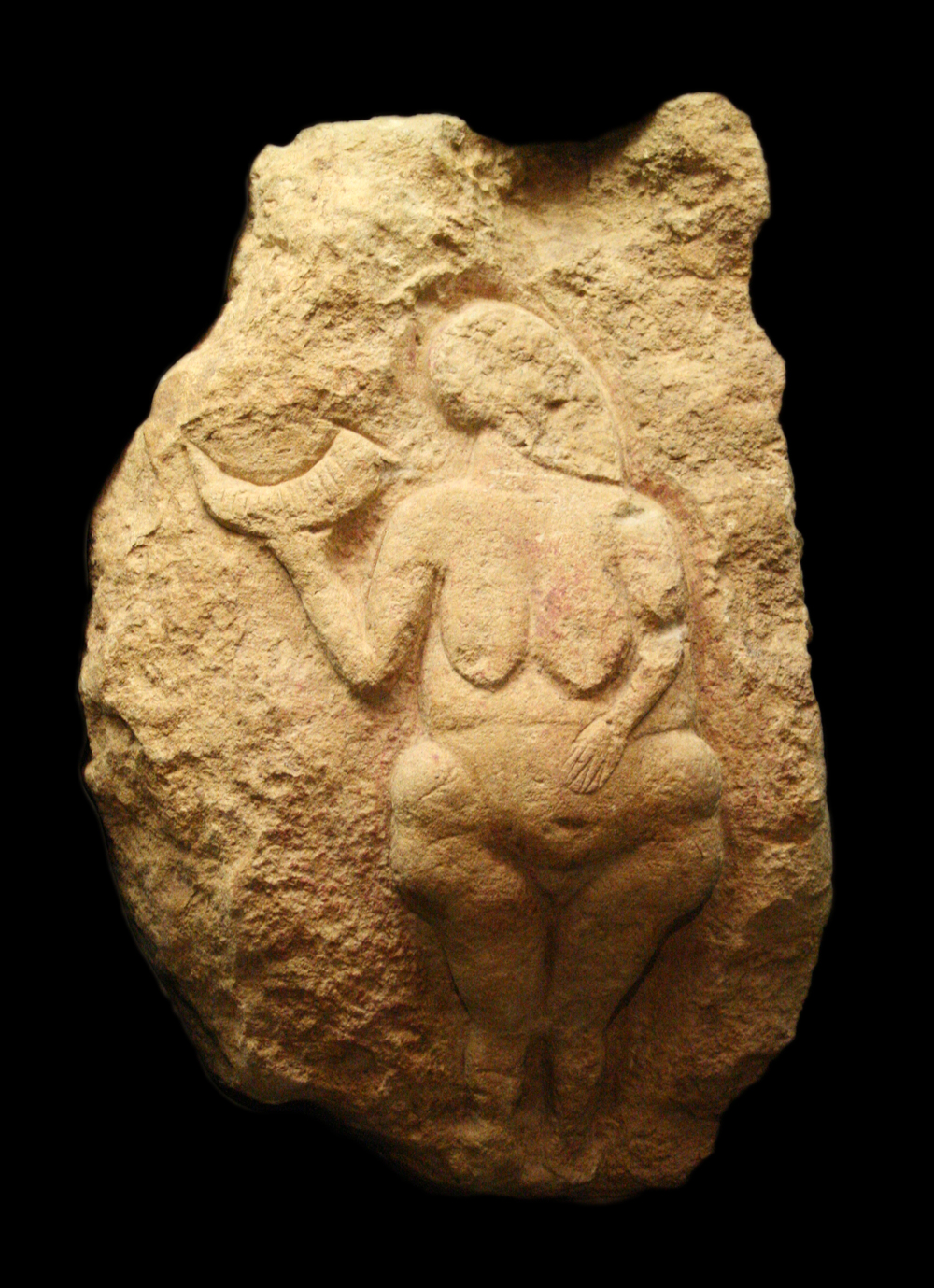
Die Venus von Laussel

Mehrere Felsblöcke mit Gravuren aus dem Aurignacien wurden entdeckt, die berühmten Reliefs stammen jedoch alle aus dem Solutréen. 
Neben der Venus von Laussel fanden sich folgende Reliefs:
- eine männliche Figur in Jägerpose. Diese klassische Interpretation ist umstritten, es kann sich genauso gut um eine junge weibliche Person handeln.
- eine sogenannte Venus von Berlin (franz. Vénus de Berlin). Diese Figur wurde an das Ethnologische Museum in Berlin-Dahlem verkauft und ist während des Zweiten Weltkriegs verschollen.
- eine Venus mit kariertem Kopf (franz. Vénus à la tête quadrillée).
- zwei Personen in Kopf bei Fuß-Lage, eine davon ist sicher weiblich. Möglicherweise wurde eine Entbindung  dargestellt.

Die Kunstwerke wurden von verschiedenen Artefaktenfunden aus unterschiedlichen Lagen begleitet.